# Artur z Connaught
Artur z Connaught, właśc. ang. Prince Arthur Frederick Patrick Albert of Connaught (ur. 13 stycznia 1883 na Zamku Windsor, zm. 12 września 1938) – członek brytyjskiej rodziny królewskiej, wnuk królowej Wiktorii, bratanek króla Edwarda VII, syn księcia Artura i jego małżonki, księżnej Luizy Małgorzaty. W latach 1920-1923 gubernator generalny Związku Południowej Afryki (ZPA).

## Życiorys
Artur z Connaught był pierwszym w historii księciem z rodziny panującej, który jak większość chłopców z brytyjskich najwyższych sfer uczył się w Eton College. Następnie studiował w Królewskim Kolegium Wojskowym w Sandhurst, po czym wstąpił do armii. Wziął czynny udział w II wojnie burskiej. Podczas I wojny światowej przebywał we Francji i Belgii, gdzie był adiutantem brytyjskich dowódców: Johna Frencha i Douglasa Haiga. Od 1910 równocześnie ze służbą wojskową wypełniał wiele funkcji reprezentacyjnych jako przedstawiciel swego brata stryjecznego, króla Jerzego V.
W 1920 powrócił do Afryki Południowej jako gubernator generalny ZPA, którym był przez trzy kolejne lata. W 1922 formalnie zakończył czynną służbę wojskową w stopniu pułkownika, choć jeszcze w tym samym roku (ale już jako oficer rezerwy) został podniesiony do stopnia generała brygady i został honorowym adiutantem króla. Po powrocie do Anglii w 1923 skupił się na działalności dobroczynnej, był także aktywnym działaczem masonerii, pełniącym nawet przez pewien czas funkcję Wielkiego Mistrza na hrabstwo Berkshire.
Od 1913 książę był żonaty ze swoją daleką kuzynką, wnuczką króla Edwarda VII, księżniczką Aleksandrą. Po ślubie Aleksandra nie przyjęła tytułu arystokratycznego męża, lecz zachowała własny – odziedziczony w 1912 po ojcu – tytuł księżnej Fife. Książęca para dochowała się jednego potomka, księcia Alastaira (ur. 1914).
Artur z Connaught zmarł 12 września 1938 na raka żołądka, przeżywszy 55 lat. Gmach jego londyńskiej rezydencji służy dziś jako siedziba Ambasady Brazylii w Wielkiej Brytanii.